# Grand Prix-wegrace van Zweden 1977
De Grand Prix-wegrace van Zweden 1977 was de achtste race van het wereldkampioenschap wegrace-seizoen 1977. De races werden verreden op 23 en 24 juli 1977 op de Scandinavian Raceway ten zuidwesten van Anderstorp (Jönköpings län). In dit weekend werden de wereldtitels in de 50cc- en de 125cc-klasse beslist. Voor de 50cc-klasse was het tevens de slotrace van het seizoen.

## 500 cc
In de trainingen van de 500cc-klasse kwam Philippe Coulon ten val en hij raakte ernstig gewond. Pas 's avonds kwam hij in het ziekenhuis bij bewustzijn, maar hij had een schedelbasisfractuur waardoor zijn seizoen ten einde was. Johnny Cecotto kwam eindelijk weer in actie na zijn ongeluk in mei tijdens de Grand Prix van Oostenrijk. Van hem werd verwacht dat hij tegenstand kon bieden aan Barry Sheene, maar nu hij terugkwam was Sheene al bijna zeker van de wereldtitel. De starts van Wil Hartog begonnen een fenomeen te worden. In Zweden stond hij op de vijftiende startplaats maar hij zat toch meteen na de start in de kopgroep en hij wist zelfs lang bij de vooruit vluchtende Sheene en Cecotto te blijven. Steve Baker startte juist vaak erg slecht en na een botsing met John Newbold begon hij aan een inhaalrace. Uiteindelijk won Barry Sheene, Johnny Cecotto werd tweede en Steve Baker werd toch nog derde. Sheene stond met nog drie wedstrijden te gaan comfortabel aan de leiding van het kampioenschap. John Newbold brak bij zijn botsing met Steve Baker een arm en moest zijn seizoen afsluiten.

### Uitslag 500 cc
| Pos | Coureur             | Merk   | Tijd        | Punten |
| --- | ------------------- | ------ | ----------- | ------ |
| 1   | Barry Sheene        | Suzuki | 47' 21" 279 | 15     |
| 2   | Johnny Cecotto      | Yamaha | +2" 952     | 12     |
| 3   | Steve Baker         | Yamaha | +26" 740    | 12     |
| 4   | Steve Parrish       | Suzuki | +28" 498    | 8      |
| 5   | Wil Hartog          | Suzuki | +31" 567    | 6      |
| 6   | Gianfranco Bonera   | Suzuki | +39" 219    | 5      |
| 7   | Armando Toracca     | Suzuki | +1' 00" 675 | 4      |
| 8   | John Williams       | Suzuki | +1' 02" 981 | 3      |
| 9   | Giacomo Agostini    | Yamaha | +1' 10" 204 | 2      |
| 10  | Pat Hennen          | Suzuki | +1' 22" 289 | 1      |
| 11  | Michel Rougerie     | Suzuki | +1 ronde    |        |
| 12  | Max Wiener          | Suzuki | +1 ronde    |        |
| 13  | Alf Graarud         | Suzuki | +1 ronde    |        |
| 14  | Jack Findlay        | Suzuki | +1 ronde    |        |
| 15  | Bo Granath          | Suzuki | +2 ronden   |        |
| 16  | Alex George         | Suzuki | +2 ronden   |        |
| 17  | Ron Kirkham         | Yamaha | +3 ronden   |        |
| DNS | Philippe Coulon     | Suzuki | blessure    |        |
| DNF | Marco Lucchinelli   | Suzuki |             |        |
| DNF | Christian Estrosi   | Suzuki |             |        |
| DNF | Virginio Ferrari    | Suzuki |             |        |
| DNF | Teuvo Länsivuori    | Suzuki |             |        |
| DNF | John Newbold        | Suzuki | val         |        |
| DNF | Jean-Philippe Orban | Suzuki |             |        |
| DNF | Odd Arne Lände      | Suzuki |             |        |
| DNF | Karl Auer           | Suzuki |             |        |
| DNF | Helmut Kassner      | Suzuki |             |        |
| DNF | Toni Mang           | Suzuki |             |        |
| DNF | Kaj Jensen          | Suzuki |             |        |
| DNF | Markku Matikainen   | Suzuki |             |        |
| DNF | Bent Slydal         | Suzuki |             |        |
| DNQ | Goran Alden         | Suzuki |             |        |
| DNQ | Børge Nielsen       | Suzuki |             |        |

## 350 cc
In de 350cc-race vormden Takazumi Katayama, Kork Ballington en Patrick Fernandez meteen een kopgroep, maar Fernandez kwam nog steeds kracht tekort na zijn ongeluk bijna drie maanden eerder en moest de andere twee laten gaan. Ballington en Katayama wisselden regelmatig van plaats en de race bleef spannend tot op de eindstreep. Bij het uitkomen van de laatste bocht reed Ballington nog voorop, maar hij werd gehinderd door enkele achterblijvers en Takazumi Katayama kon daarvan profiteren. Zijn wereldtitel was nu praktisch zeker: Michel Rougerie zou nog drie wedstrijden moeten winnen en zelfs dan zou Katayama nog slechts vier punten hoeven te scoren.

### Uitslag 350 cc
| Pos | Coureur            | Merk              | Tijd        | Punten |
| --- | ------------------ | ----------------- | ----------- | ------ |
| 1   | Takazumi Katayama  | Yamaha            | 48' 23" 314 | 15     |
| 2   | Kork Ballington    | Yamaha            | +0" 216     | 12     |
| 3   | Patrick Fernandez  | Yamaha            | +22" 588    | 10     |
| 4   | Jon Ekerold        | Yamaha            | +37" 477    | 8      |
| 5   | Vic Soussan        | Yamaha            | +42" 006    | 6      |
| 6   | Tom Herron         | Yamaha            | +48" 375    | 5      |
| 7   | Pentti Korhonen    | Yamaha            | +51" 089    | 4      |
| 8   | Pekka Nurmi        | Yamaha            | +55" 840    | 3      |
| 9   | Patrick Pons       | Yamaha            | +57" 303    | 2      |
| 10  | Christian Sarron   | Yamaha            | +1' 02" 963 | 1      |
| 11  | Mario Lega         | Bakker-Morbidelli | +1' 07" 602 |        |
| 12  | Olivier Chevallier | Yamaha            | +1' 07" 741 |        |
| 13  | Giacomo Agostini   | Yamaha            | +1' 10" 774 |        |
| 14  | Seppo Rossi        | Yamaha            | +1' 31" 756 |        |
| 15  | Eero Hyvärinen     | Yamaha            | +1' 34" 545 |        |
| 16  | Ken Nemoto         | Yamaha            | +1 ronde    |        |
| 17  | Peter Sköld        | Yamaha            | +1 ronde    |        |
| 18  | Víctor Palomo      | Yamaha            | +1 ronde    |        |
| 19  | Reino Eskelinen    | Yamaha            | +1 ronde    |        |
| 20  | Etienne Geeraerdt  | Yamaha            | +1 ronde    |        |
| DNF | Johnny Cecotto     | Bakker-Yamaha     |             |        |
| DNF | Eddie Roberts      | Maxton-Yamaha     |             |        |
| DNF | Lennart Bäckström  | Yamaha            |             |        |
| DNF | Michel Rougerie    | Yamaha            | val         |        |
| DNF | Chas Mortimer      | Maxton-Yamaha     |             |        |
| DNF | Alan North         | Yamaha            |             |        |
| DNF | Lars Johansson     | Yamaha            |             |        |
| DNF | Leif Gustafsson    | Yamaha            |             |        |
| DNF | Alain Terras       | Yamaha            |             |        |
| DNF | Børge Nielsen      | Yamaha            |             |        |
| DNF | Bo Granath         | Yamaha            |             |        |
| DNF | Jack Findlay       | Yamaha            |             |        |
| DNQ | Peter Sjöström     | Yamaha            |             |        |
| DNQ | John Dodds         | Yamaha            |             |        |
| DNQ | Hans Hansebraten   | Yamaha            |             |        |
| DNQ | Karl Auer          | Yamaha            |             |        |
| DNQ | Walter Villa       | Harley-Davidson   |             |        |
| DNQ | Vinicio Salmi      | Yamaha            |             |        |
| DNQ | Alex George        | Yamaha            |             |        |
| DNQ | Kaj Jensen         | Yamaha            |             |        |
| DNQ | Franco Uncini      | Harley-Davidson   |             |        |
| DNQ | Lars Johansson     | Yamaha            |             |        |

## 250 cc
Bij de start van de 250cc-race in Zweden stond Mario Lega, ondanks slechts één overwinning, tamelijk comfortabel aan de leiding van het wereldkampioenschap. Toen Mick Grant samen met Lega kopstart had in Zweden kon Mario Lega Grant dan ook gerust weg laten rijden. De Kawasaki van Grant was zo vreselijk onbetrouwbaar gebleken dat hij geen bedreiging voor de wereldtitel vormde. Kawasaki had weliswaar het lek boven gekregen door de beide krukassen anders te koppelen, maar dat was te laat. Toch was er in de eerste ronden wel degelijk sprake van strijd tussen Lega en Grant, maar Mario Lega koos er toch voor Grant te laten gaan. Takazumi Katayama, de naaste belager van Lega, werd zelfs slechts vierde achter Jon Ekerold.

### Uitslag 250 cc
| Pos | Coureur             | Merk            | Tijd        | Punten |
| --- | ------------------- | --------------- | ----------- | ------ |
| 1   | Mick Grant          | Kawasaki        | 50' 24" 853 | 15     |
| 2   | Mario Lega          | Morbidelli      | +4" 951     | 12     |
| 3   | Jon Ekerold         | Yamaha          | +13" 192    | 10     |
| 4   | Takazumi Katayama   | Yamaha          | +16" 570    | 8      |
| 5   | Alan North          | Yamaha          | +17" 020    | 6      |
| 6   | Chas Mortimer       | Maxton-Yamaha   | +24" 944    | 5      |
| 7   | Tom Herron          | Yamaha          | +25" 156    | 4      |
| 8   | Olivier Chevallier  | Yamaha          | +45" 029    | 3      |
| 9   | Vic Soussan         | Yamaha          | +45" 067    | 2      |
| 10  | Eero Hyvärinen      | Yamaha          | +45" 815    | 1      |
| 11  | Paolo Pileri        | Morbidelli      | +55" 420    |        |
| 12  | Alain Terras        | Yamaha          | +56" 070    |        |
| 13  | Patrick Pons        | Yamaha          | +56" 385    |        |
| 14  | Christian Sarron    | Yamaha          | +1' 15" 008 |        |
| 15  | Ken Nemoto          | Yamaha          | +1' 15" 276 |        |
| 16  | Lennart Bäckström   | Yamaha          | +1' 25" 152 |        |
| 17  | Aldo Nannini        | Yamaha          | +1' 25" 457 |        |
| 18  | Peter Sköld         | Yamaha          | +1 ronde    |        |
| DNF | Patrick Fernandez   | Yamaha          |             |        |
| DNF | Kork Ballington     | Yamaha          |             |        |
| DNF | Barry Ditchburn     | Kawasaki        |             |        |
| DNF | Hans Müller         | Yamaha          |             |        |
| DNF | Walter Villa        | Harley-Davidson |             |        |
| DNF | Pekka Nurmi         | Yamaha          | val         |        |
| DNF | Franco Uncini       | Harley-Davidson |             |        |
| DNF | Seppo Rossi         | Yamaha          |             |        |
| DNF | Pentti Korhonen     | Yamaha          |             |        |
| DNF | John Dodds          | Yamaha          |             |        |
| DNF | Per-Edvard Carlsson | Yamaha          |             |        |
| DNF | Hans Schweiger      | Kawasaki        |             |        |
| DNQ | Vinicio Salmi       | Yamaha          |             |        |
| DNQ | Lars-Olof Gedell    | Yamaha          |             |        |
| DNQ | Etienne Geeraerdt   | Yamaha          |             |        |
| DNQ | Sven Andersson      | Yamaha          |             |        |
| DNQ | Víctor Palomo       | Yamaha          |             |        |
| DNQ | Harald Bartol       | Bartol          |             |        |
| DNQ | Hans Hallberg       | Yamaha          |             |        |
| DNQ | Hans Hansebraten    | Yamaha          |             |        |
| DNQ | Peter Sjöström      | Yamaha          |             |        |
| DNQ | Lars Johansson      | Yamaha          |             |        |
| DNQ | Leif Gustafsson     | Yamaha          |             |        |

## 125 cc
In Zweden kreeg Ángel Nieto eindelijk, als mosterd na de maaltijd, de nieuwe Bultaco. Pier Paolo Bianchi was immers al vrijwel zeker van de wereldtitel. Die maakte er dan ook een saaie race van, op flinke afstand achter Nieto en enkele seconden voor Eugenio Lazzarini. Met nog twee wedstrijden te gaan was Pier Paolo Bianchi niet meer in te halen.

### Uitslag 125 cc
| Pos | Coureur                | Merk       | Tijd        | Punten |
| --- | ---------------------- | ---------- | ----------- | ------ |
| 1   | Ángel Nieto            | Bultaco    | 54' 57" 984 | 15     |
| 2   | Pier Paolo Bianchi     | Morbidelli | +7" 676     | 12     |
| 3   | Eugenio Lazzarini      | Morbidelli | +8" 204     | 10     |
| 4   | Jean-Louis Guignabodet | Morbidelli | +24" 277    | 8      |
| 5   | Claudio Lusuardi       | Morbidelli | +31" 113    | 6      |
| 6   | Gert Bender            | Bender     | +43" 702    | 5      |
| 7   | Stefan Dörflinger      | Morbidelli | +44" 877    | 4      |
| 8   | Hans Müller            | Morbidelli | +57" 261    | 3      |
| 9   | Thierry Noblesse       | Morbidelli | +1 ronde    | 2      |
| 10  | Per-Edvard Carlson     | Morbidelli | +1 ronde    | 1      |
| 11  | Hans Hallberg          | Morbidelli | +1 ronde    |        |
| 12  | Hagen Klein            | Morbidelli | +1 ronde    |        |
| 13  | Julien van Zeebroeck   | Motobécane | +1 ronde    |        |
| 14  | Toni Mang              | Morbidelli | +1 ronde    |        |
| 15  | Jan Bäckström          | Maico      | +1 ronde    |        |
| 16  | Johnny Svensson        | Bastard    | +2 ronden   |        |
| 17  | Michel Baloche         | Motobécane | +4 ronden   |        |
| 18  | Christer Eliasson      | Morbidelli | +5 ronden   |        |
| DNF | Harald Bartol          | Morbidelli |             |        |
| DNF | Matti Kinnunen         | Morbidelli |             |        |
| DNF | Horst Seel             | Seel       | val         |        |
| DNF | Benga Johansson        | Morbidelli |             |        |
| DNF | Jan Ubels              | Buton      |             |        |
| DNF | Lennart Lundgren       | Yamaha     |             |        |
| DNF | Auno Hakala            | Morbidelli |             |        |
| DNF | Cees van Dongen        | Morbidelli |             |        |
| DNF | Hans-Jürgen Hummel     | Morbidelli |             |        |
| DNF | Roland Olsson          | Starol     |             |        |
| DNF | Tore Alexandersson     | Morbidelli |             |        |
| DNF | Herbert Rittberger     | Morbidelli |             |        |
| DNQ | Terence Keane          | Kreidler   |             |        |

## 50 cc
De wereldtitel kon Ángel Nieto bijna niet meer ontgaan, en daarom werd de snelste Bultaco in Zweden aan Ricardo Tormo gegeven. Die kon dan de punten scoren om de constructeurstitel zeker te stellen en Nieto had aan het volgen van concurrent Eugenio Lazzarini genoeg om de titel binnen te halen. Tormo won in de stromende regen zijn eerste Grand Prix want hij was bij de start als eerste weg en kon niet meer worden ingehaald. Nieto volgde Lazzarini inderdaad, maar een paar ronden voor de streep ging hij hem toch voorbij om de tweede plaats te grijpen.

### Uitslag 50 cc
| Pos | Coureur                | Merk              | Tijd        | Punten |
| --- | ---------------------- | ----------------- | ----------- | ------ |
| 1   | Ricardo Tormo          | Bultaco           | 36' 48" 665 | 15     |
| 2   | Ángel Nieto            | Bultaco           | +39" 208    | 12     |
| 3   | Eugenio Lazzarini      | Van Veen-Kreidler | +45" 064    | 10     |
| 4   | Stefan Dörflinger      | Kreidler          | +1' 34" 630 | 8      |
| 5   | Theo Timmer            | Kreidler          | +1' 44" 964 | 6      |
| 6   | Claudio Lusuardi       | Lusuardi          | +1' 50" 228 | 5      |
| 7   | Julien van Zeebroeck   | Kreidler          | +2' 00" 071 | 4      |
| 8   | Jean-Louis Guignabodet | UFO-Morbidelli    | +2' 12" 172 | 3      |
| 9   | Lennart Lundgren       | Kreidler          | +1 ronde    | 2      |
| 10  | Juup Bosman            | Kreidler          | +1 ronde    | 1      |
| 11  | Engelbert Kip          | Kreidler          | +1 ronde    |        |
| 12  | Ove Skifjeld           | Kreidler          | +1 ronde    |        |
| DNF | Patrick Plisson        | ABF               |             |        |
| DNF | Herbert Rittberger     | Van Veen-Kreidler |             |        |
| DNF | Hans-Jürgen Hummel     | Kreidler          | val         |        |
| DNF | Wolfgang Müller        | Kreidler          |             |        |
| DNF | Cees van Dongen        | Kreidler          | val         |        |
| DNF | Pierre Dumont          | Kreidler          |             |        |
| DNF | Hagen Klein            | Kreidler          | val         |        |
| DNF | Oscar Ekstrand         | Kreidler          |             |        |
| DNF | Günter Schirnhofer     | Kreidler          |             |        |
| DNF | Rudolf Kunz            | Kreidler          |             |        |
| DNF | Kai Lindström          | Kreidler          |             |        |
| DNF | Terence Keane          | Kreidler          |             |        |
| DNF | Jörgen Ask             | Kreidler          |             |        |

1930 · 1931 · 1932 · 1933 · 1934 · 1935 · 1936 · 1937 · 1939 · 1949 · 1950 · 1951 · 1952 · 1953 · 1954 · 1955 · 1956 · 1957 · 1958 · 1959 · 1961 · 1970 · 1971 · 1972 · 1973 · 1974 · 1975 · 1976 · 1977 · 1978 · 1979 · 1981 · 1982 · 1983 · 1984 · 1985 · 1986 · 1987 · 1988 · 1989 · 1990